# Edmond Rudahindwa
Edmond Rudahindwa était un homme politique congolais,.
Il a été nommé premier ministre des Mines et de l'Énergie du Zaïre, aujourd'hui République démocratique du Congo, sous le gouvernement Lumumba qui a duré du 24 juin au 12 septembre 1960 sous la direction du Premier ministre Patrice Lumumba, . Il était membre de REKO .